# 2019年5月臺灣暴雨
2019年5月臺灣暴雨是指臺灣於2019年5月因為持續暴雨而發生的天災事件，同時也是交通部中央氣象局首次針對非颱風侵襲啟動較大規模及較劇烈豪雨作業的強降雨事件。

## 成因與影響
2019年5月16日，交通部中央氣象局召開例行記者會表示，自5月17日至5月19日台灣附近盛行西南風，清晨至上午間西半部沿海地區可能有局部短暫陣雨或雷雨，局部地區雨勢會較大，並表示5月20日至5月21日有結構性較好的鋒面通過，台灣各地天氣不穩定，降雨機率偏高，並且有局部大雨發生機率。5月19日晚間八時半，交通部中央氣象局比照颱風警報規格，啟動較大規模及較劇烈豪雨作業，並於20日上午舉行首場豪雨預報記者會說明。

## 災害狀況
桃園市、新竹縣市及苗栗縣於5月17日的降雨即有積淹水的情形發生，經濟部水利署於當日11時開設二級應變小組。當日的降雨導致新竹縣市多路段水位溢出，據新竹市政府統計，該市封閉的地下道包括：全中興地下道、光復地下道、振興地下道、海山地下道、竹蓮地下道、太原地下道、東大地下道、花園地下道、西大地下道，而新竹縣亦有部分道路、地下道及停車場因雨勢影響而封閉。交通部公路總局第一區養護工程處亦於該日上午將台61線64公里至66公里（新豐）路段封閉。

## 後續事件

### 5月17日宣布停班停課爭議
新竹縣鳳岡國中及明新科技大學17日上午即因雨勢過大分別宣布停課。而新竹縣新豐鄉及桃園市新屋區大坡國小、笨港國小分別於下午宣布受大雨影響停課。家長在接獲通知停課後表示，「好不容易冒雨送來上課，臨時又要接回！」，並表示不少家長仍在上班，來不及接小孩放學，造成一陣混亂。
而在17日亦受雨勢影響的新竹市，市長林智堅在臉書貼出《請大家務必遵循第一線警消同仁指揮》一文，未料卻遭到網友留言灌爆，要求市長宣布停班停課。

### 5月20日大學停課爭議
真理大學及聖約翰科技大學於20日上午宣布當日停課，醒吾科技大學則於中午宣布當日下午宣布日間部及進修學制停課。文化大學、輔仁大學則表示學生若因大雨之故無法到校上課，校方酌予不記缺課。淡江大學學生會下午致電學校課務組，學校表示比照文化大學處理方式採取不停課，但不記缺課之措施，所有學制統一比照辦理。
而輔仁大學學生於校內淹水期間自備充氣船，並有8位學生坐在內，引起社群平台上的討論，亦有該校學生錦穿內褲坐在泥水中。當日中午，該校學生餐廳亦正常營業，店家表示，損失設備上沒算的話，商品損失可能達新台幣5萬元，而學生亦涉水進入餐廳用餐。